# Caloptilia acericolella
Caloptilia acericolella är en fjärilsart som beskrevs av Kuznetzov 1981. Caloptilia acericolella ingår i släktet Caloptilia och familjen styltmalar.
Artens utbredningsområde är Kazakstan. Inga underarter finns listade i Catalogue of Life.